# Záchyt elektronu

Prázdné místo v elektronovém obalu se zaplní jiným elektronem z vyšší hladiny a získaná energie se buď vyzáří jako rentgenové záření nebo je předána jinému elektronu (Augerův jev)

Feynmanův diagram nejnižšího řádu pro elektronový záchyt

Záchyt elektronu (z anglického "electron capture"), známý také jako elektronový záchyt či K záchyt je jev, při kterém je elektron pohlcen jedním z protonů v jádře atomu. V drtivé většině případů se jedná o elektron v nejnižší elektronové slupce (energetické hladině), která se značí K, z toho je také odvozen jeden z názvů. Záchyt ale není omezen jen na tyto elektrony. Vzácně může docházet i k záchytu z 2. nejnižší elektronové slupky označované L. V případě záchytu z L slupky se jev v české literatuře pojmenovává stejně.
Záchyt elektronu je někdy nesprávně označován jako inverzní beta rozpad, taková reakce však označuje interakci protonu s elektronovým antineutrinem.

## Historie
S ideou mechanismu elektronového záchytu poprvé přišel roku 1934 Gian-Carlo Wick. Teoretické základy položil Hideki Jukawa a další. Záchyt byl poprvé pozorován roku 1937 Luisem Alvarezem v jádrech izotopu vanadu 48V. 

## Záchyt jako typ radioaktivní přeměny
Absorpcí elektronu se jeden z protonů v jádře přemění na neutron a zároveň je vyzářeno elektronové neutrino ({\displaystyle \nu _{e}}), které odnáší drtivou většinu energie z reakce. Zbytek energie je odnesen v hybnosti jádra atomu. Protonové číslo se tak při záchytu sníží o jedna a nukleonové číslo se nezmění. Mateřské a dceřiné izotopy jsou tedy izobary. Hmotnost atomu se tak změní jen velmi málo. Zápis takové přeměny obecného mateřského jádra prvku {\displaystyle X} na dceřiné jádro prvku {\displaystyle X'} je
{\displaystyle _{Z}^{A}X~+~e^{-}~\to ~_{Z-1}^{A}X'~+~\nu _{e}.}
Efekt na jádro je tak stejný jako při rozpadu β+.
Elektronový záchyt se občas řadí mezi rozpady typu β, protože stejně jako rozpady β+ a β− jej zprostředkovává slabá jadená síla (slabá interakce). Záchyt elektronu se vyskytuje u izotopů s relativním nedostatkem neutronů, jejichž rozpad neuvolní dostatek energie pro tvorbu elektron-pozitronového páru (energetický limit je 1,022 MeV). Pokud se rozpadem jádra uvolní energie větší než 1,022 MeV, pak je jádro vedle záchytu schopné podstoupit i emisi pozitronu.
Díky snížení počtu elektronů v elektronovém obalu o jedna a zároveň stejným snížením počtu protonů v jádře vzniká z neutrálního atomu opět neutrální atom.
Po záchytu elektronu jádrem se vzniklé volné místo v nízké elektronové hladině rychle zaplní jedním z elektronů z vyšších hladin. Energie z přechodu elektronu do nižší hladiny se může vyzářit ve formě rentgenového záření nebo se přenese na jiný elektron v atomovém obalu, ten pak obvykle atom opustí, protože získaná energie je větší než ionizační energie atomu. Druhý případ se nazývá Augerův jev a je častější zpravidla u lehčích atomů. Augerův jev je zodpovědný za to, že se část atomů po záchytu elektronu ionizuje.
Záchyt elektronu se vyskytuje zejména u umělých izotopů, které se v přírodě nevyskytují. Jádra podléhající této přeměně mají zpravidla poločas rozpadu nejvýše v milionech let. Existuje však jedna důležitá výjimka a tou je přirozeně se vyskytující izotop draslíku  40
19 K, který se hojně vyskytuje v zemské kůře.
Záchytu lze zabránit tím, že z obalu atomu odebereme všechny elektrony. Pokud je určité jádro schopné se rozpadat pouze záchytem a pohybuje se ve vakuu bez možnosti elektrony získat, chová se stabilně. Ve výjimečných případech může docházet k tomu, že samotná ionizace atomu učiní jeho jádro nestabilním. Za normálních podmínek se například neutrální izotop 163Ho rozpadá na 163Dy (dceřiný atom 163Dy je zde stabilní). Na druhou stranu jádro plně ionizovaného 163Dy je nestabilní a přeměňuje se rozpadem β− zpět na 163Ho. V tomto případě elektron vyzářený z jádra při rozpadu 163Dy nemá dostatek energie pro únik z atomu a je rovnou zachycen v elektronovém obalu (jedná se tzv. vázaný β rozpad). Nevzniká tak žádné radioaktivní záření typu β.